# Walter Diethelm
Walter Diethelm (* 7. Februar 1913 in Zürich; † 10. Juni 1986 ebenda, heimatberechtigt in Rapperswil-Jona und Zürich) war ein Schweizer Grafikdesigner und Typograf. Sein Werk umfasst Buchgestaltung, Industrial Design, Zeichnungen, Malerei und Holzschnitte.

## Leben und Werk
Walter Diethelm absolvierte von 1928 bis 1932 in einer Zürcher Reklameagentur eine Grafikerlehre. 1932/1933 besuchte er die Grafikfachklasse an der Kunstgewerbeschule Zürich. Seine Lehrer waren Ernst Keller, Alfred Willimann und Hans Finsler. 
Weitere Studien führten Diethelm 1934 an die von Paul Ranson gegründete Pariser Académie Ranson und an die Académie de la Grande Chaumière. Wieder in Zürich arbeitete er für die Grossdruckerei «Gebrüder Fretz AG». Diethelm war ab 1936 als selbstständiger Grafiker in Bern tätig und unternahm bis 1939 zahlreiche Reisen in verschiedene europäische Länder. 
Von 1941 bis 1943 lebte Walter Diethelm in Wien. Wieder in Zürich war er als künstlerischer Leiter für die «Gebrüder Fretz AG» tätig. Diethelm entwarf Ende der 1940er-Jahre die Diethelm-Antiqua- und die Diethelm-Kursiv-Schrift. Diese wurde in der Grossdruckerei 1948 erstmals angewendet. 1954 gründete Diethelm sein eigenes Designerstudio. Er entwickelte zudem die Diethelms Akzidenz-Versalschrift Sculptura, die 1957 bei der Haas’schen Schriftgiesserei erschien.
Walter Diethelm erhielt 1959, 1960, 1962, 1963 und 1964 den Preis für das Schweizer Plakat des Jahres.

## Publikationen
- Signet, Signal, Symbol. ABC Druckerei & Verlag, 1970.
- Visual Transformation. ABC Druckerei & Verlag, Zürich 1982.